# Hodruša-Hámre
Hodruša-Hámre (in ungherese Hodrushámor) è un comune della Slovacchia facente parte del distretto di Žarnovica, nella regione di Banská Bystrica.
Ha dato i natali a František Richard Osvald, presbitero, letterato, presidente della Matica slovenská.